# NGC 1510
NGC 1510 è una galassia lenticolare situata nella costellazione dell'Orologio, a una distanza di circa 41 milioni di anni luce dalla nostra Via Lattea.

## Scoperta
La galassia è stata scoperta il 4 dicembre 1836 dall'astronomo britannico John Herschel.

## Descrizione
NGC 1510 è stata utilizzata da Gérard de Vaucouleurs come esempio del tipo morfologico "SA(s)0/a pec" nel suo atlante delle galassie.
Nella galassia sono presenti regioni di idrogeno ionizzato.
Data la sua luminosità superficiale pari a 14,90, NGC 1510 può essere classificata come una galassia a bassa luminosità superficiale (nella letteratura in lingua inglese abbreviata in LSB, acronimo di Low Surface Brightness). Le galassie LSB sono galassie di tipo diffuso (D) con una luminosità superficiale inferiore di almeno una magnitudine a quella del cielo notturno circostante.

## Gruppo di NGC 1512
NGC 1510 fa parte del Gruppo di NGC 1512, un raggruppamento di galassie composto da tre membri, NGC 1510, NGC 1512 e NGC 1487.

## Interazione gravitazionale con NGC 1512

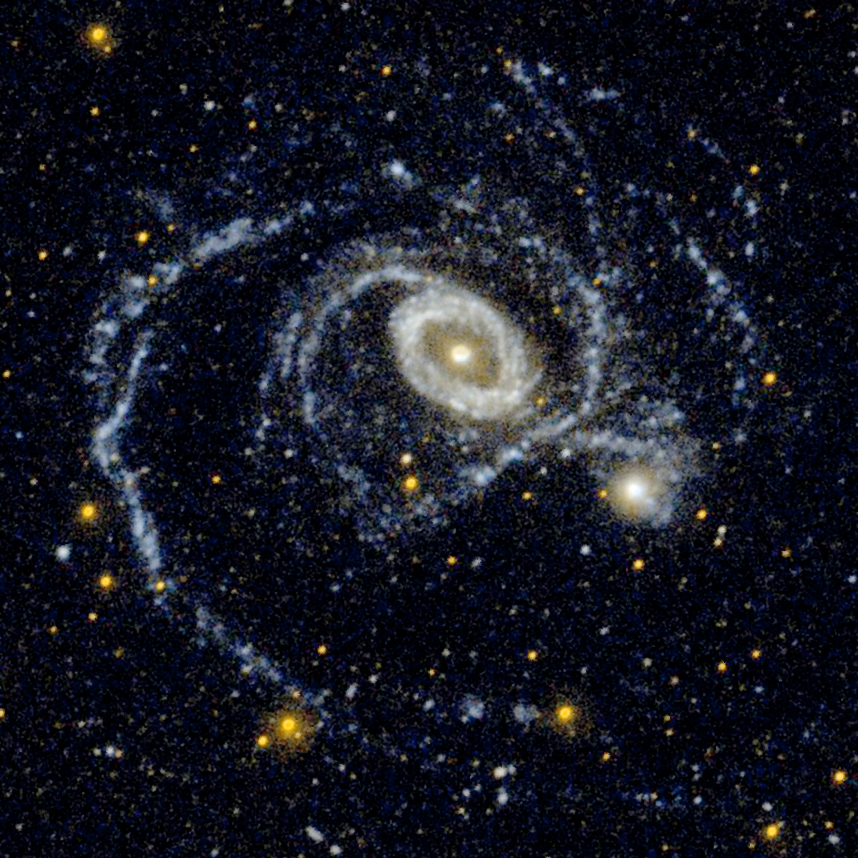
NGC 1510 e NGC 1512 riprese nell'ultravioletto dal telecopio spaziale GALEX.

Le galassie NGC 1510 e NGC 1512 sono situate a circa 68'000 anni luce di distanza tra loro.. La distanza relativamente ridotta fa pensare che le due galassie siano in interazione gravitazionale tra loro.
Le recenti immagini riprese nell'ultravioletto dal telescopio spaziale Galaxy Evolution Explorer della NASA, mostrano che il braccio esterno di NGC 1512 è effettivamente deformato dall'interazione gravitazionale tra le due galassie.
Secondo Soares e colleghi, i due oggetti formano una oppia di galassie.